# Abborrtjärnen (Lockne socken, Jämtland)
Abborrtjärnen är en sjö i Östersunds kommun i Jämtland som ingår i Ljungans huvudavrinningsområde.